# ریچموند، بریتیش کلمبیا
ریچموند ‎/ˈrɪtʃmənd/‎ (به انگلیسی: Richmond) شهری ساحلی در ایالت بریتیش کلمبیای کانادا و بخشی از ونکوور بزرگ است.
ریچموند محل فرودگاه بین‌المللی ونکوور است و در زمان بازی‌های المپیک زمستانی ۲۰۱۰ مسیر طولانی اسکیت سرعتی بود.

## جمعیت
در سال ۲۰۱۱ جمعیت ریچموند ۱۹۰٬۴۷۳ نفر بود که چهارمین شهر بزرگ بریتیش کلمبیا پس از ونکوور (۶۰۳٬۵۰۲ نفر)، سوری (۴۶۸۲۵۱ نفر) و برنابی (۲۲۳٬۲۱۸ نفر) محسوب می‌شود.
۶۰ درصد جمعیت ریچموند مهاجر هستند که بالاترین در کانادا است.

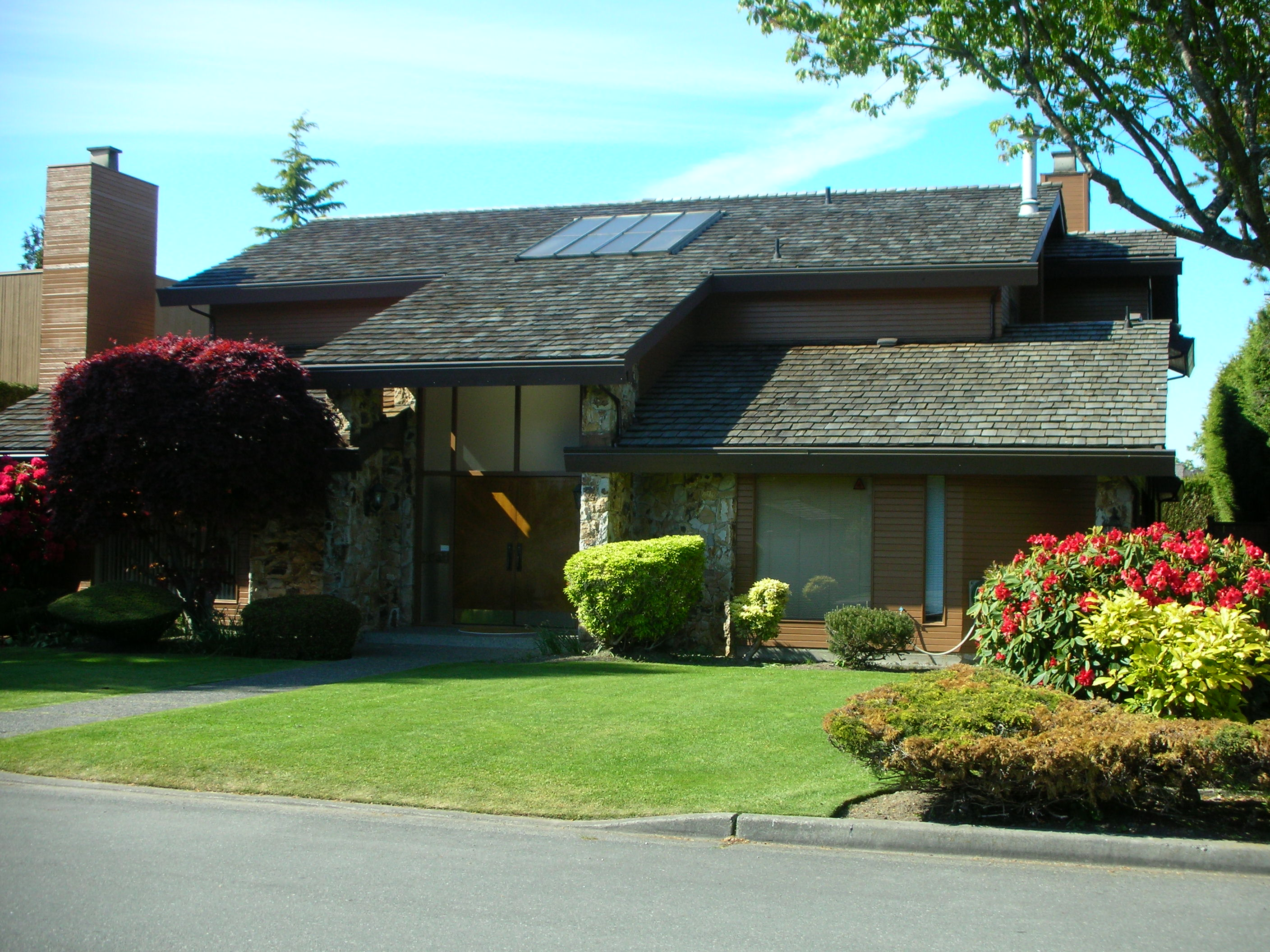
نمونه‌ای از خانه‌های متداول در ریچموند ۲۰۰۶

بیش از ۵۰ درصد از ساکنان این شهر مهاجران چینی هستند که بیشترین نسبت در آمریکای شمالی است. بسیاری از مهاجران اواخر دهه ۱۹۸۰ از هنگ کنگ یا تایوان و چین بودند. دیگر کانادایی‌های ریچموند شامل هندی-کانادایی‌ها، فیلیپینی-کانادایی و ژاپنی-کانادایی هستند.

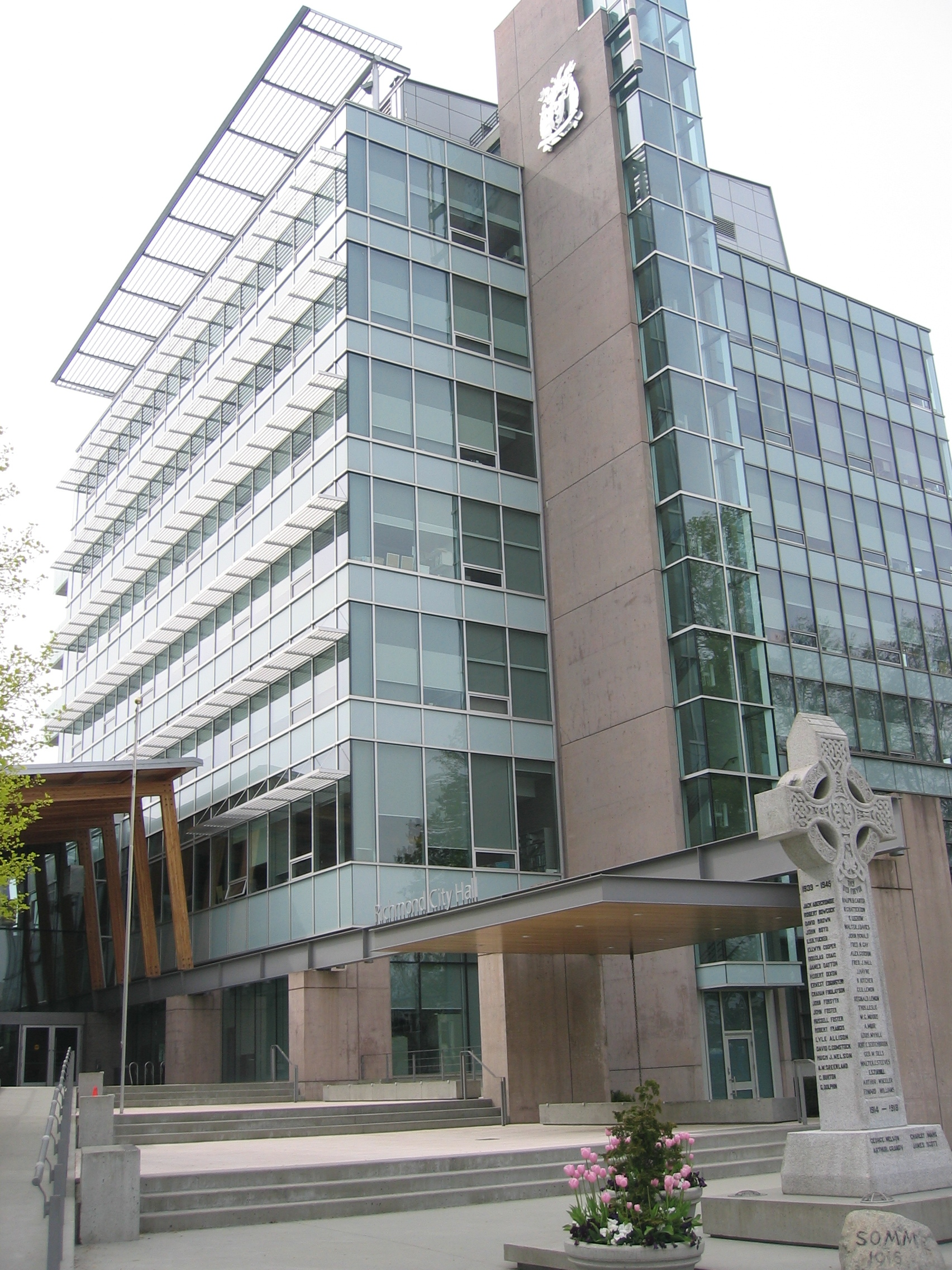
شهرداری ریچموند

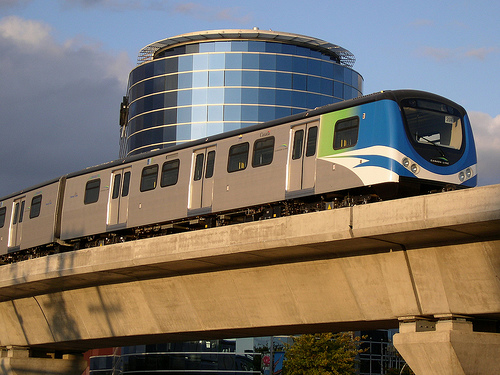
خط حمل و نقل سریع ریچموند و فرودگاه بین‌المللی ونکوور را به مرکز شهر ونکوور متصل می‌کند.